# Ралф Нейдър
Ралф Нейдър (на англ.: Ralph Nader) е американски адвокат от ливански произход, завършил Харвард с отличие, посветил живота си на последователна борба за разкриване на злоупотреби с политическата власт и властта на мощните корпорации. През 2000 г. Ралф Нейдър е издигнат за кандидат за президент на Зелената партия. Нейдър обаче не се задоволява само с разкрития и публикации. Неговият уникален принос е в това, че след като е изнесъл неприятните факти, не спира да води борба, докато не бъдат въведени закони за пресичане на злоупотребите и ограничаване правомощията на властимащите. Без да е заемал никога управленчески пост, Нейдър използва знанията си на юрист и способностите си на организатор, активист, и памфлетист, за да раздвижи общественото мнение и да прокара десетки реформи в широк кръг сфери от обществен интерес.
Нейдър е основател на множество организации и групи за защита на обществените интереси, като например Център за автомобилна безопасност, Граждани общественици, Група за изследване на обществените интереси, Проект за чиста вода, Център за права на инвалидите, Център за права на пенсионерите, Група за отговорност на корпорациите, Обществени действия в авиацията, Център за изследване на застраховането, Група за изследване на данъчното облагане, Основна информация за граждани, Наблюдатели на глобалната търговия, сп. „Многонационален монитор“ и мн. др.
Ралф Нейдър е наричан „най-успешният социален критик на Америка“. Наричан е още как ли не – от „ровещ се в калта“ до „обществен защитник“ и „рицар в потребителското общество“. Той самият се нарича „обществен гражданин“. Неговата добре обоснована и документирана критика на правителството и индустриалните корпорации има широк отзвук сред американското обществото и спомага за осъзнаване на възможностите на самите граждани да ограничават бюрократичната власт. Той е „най-упоритият гражданин на САЩ“, според сп. „Тайм“. Примерът му вдъхновява множество други защитници на гражданите, граждани активисти и адвокати в обществен интерес, които на свой ред създават свои организации из цялата страна.

## Кариера
Адвокатът кръстоносец за пръв път се появява в заглавията на вестниците през 1965, когато издава първата си книга – „Опасни при всяка скорост“ – остра критика на автомобилната индустрия заради производството на необезопасени автомобили и дефектни автомобилни двигатели. Книгата става повод за дебати в Конгреса, в резултат на които през 1966 г. се издават серия закони за безопасност на автомобилите, изваждат се от употреба милиони дефектни двигатели и се спасяват много човешки живота.
Сред заслугите на Нейдър са най-малко осем големи федерални закона за защита на потребителите, като например: Закон за безопасност на автомобилите, Закон за чистотата на питейната вода, Закон за достъп до информация (1974), Закон за защита на разобличителите (1989) и др., създаването на контролни агенции по Безопасност на труда и Трудова медицина, Защита на околната среда, Защита на потребителя и др. Нейдър е автор на редица книги по въпроси от обществен интерес, като например опасностите от газопроводите, вредните излъчвания от телевизорите, радиоактивното излъчване, рисковите условия на труд в мините, вредностите в месопреработвателната и други промишлености и т.н.
През 1968 г. Нейдър и група студенти по право разследват Федералната комисия за търговия – агенция, натоварена от правителството със задачата да защитава интересите на потребителите от некачествени стоки, мошенически бизнес практики и измамни реклами. Екипът на Нейдър разкрива, че комисията „бъка от шуробаджанащина, манипулирана е от комерсиалните хищници и е непроницаема за граждански мониторинг“. Докладът на Нейдър, публикуван през 1968, води до правителствено разследване и основна реорганизация в комисията за търговия, а Нейдър печели нови привърженици сред гражданите и вдъхновява нови прояви на будна гражданска съвест.
Въодушевен от този успех, Нейдър наема няколко десетки студенти през лятото на 1969 за разследване на правителствени и корпоративни злоупотреби в Междущатската търговска комисия (сега вече несъществуваща) – некадърност и корупция, рискове за здравето от замърсяването на въздуха, липса на контрол от страна на Администрацията по храните и лекарствата и др. Представа за мащаба на Нейдър дава акцията му от 1970 г. – повече от 30 000 студенти, една трета от юридическия факултет на Харвард – кандидатстват през лятото за 200 работни места, които Нейдър създава с постъпленията си от публикации и платени лекции. Журналистът Уилям Грайдър, по онова време репортер в „Уошингтън Пост“, нарича напористите студенти „Рейдърите на Нейдър“.
През следващите лета са организирани нови рейдове срещу замърсяването на водата, конфиденциалността на правителството, конфликта на интересите и концентрацията на власт в Първа Национална Сити Банка (сега Ситибанк), злоупотребите в домове за стари и болни хора, опасностите от пестицидите в земеделието и разхищението на земя в Калифорния от строители и борсови посредници. До 1972 г. Нейдър вече е публикувал 17 книги. Амбициите му са да даде тласък на гражданския потенциал в модерното общество, доминирано от институционални гиганти – многонационални корпорации, тежка правителствена бюрокрация, професионални съюзи, университети.
Нейдър счита, че Томас Джеферсън не е можел да предвиди как паричните интереси, прекалената конфиденциалност на властимащите, усложнените административни и съдебни процедури и самият огромен размер на населението в САЩ към средата на 20 век ще подронят основите на правителствената отчетност. Нито че Джеймс Медисън – авторът на прочутото есе „Федералист No. 10“, е можел да си представи, че резултатът от сблъсъците между конкуриращи се фракции с противоположни интереси няма да бъде в интерес на обществото. В този смисъл, създаването от Нейдър на свободни граждански организации за представителство на народа като цяло – „обществения интерес“ – е смело и новаторско начинание в американския политически живот. Демонстрирайки че и отделната личност може действително да осъществи важни реформи, когато е въоръжена с факти, сила на духа и творческо вдъхновение, Нейдър доказва значението на гражданина в модерното масово общество.
Постигнатото от Нейдър за над 30 години дейност е забележително – множество законодателни промени, десетки нови правителствени програми са защита на гражданите, подобряване условията на труд в редица промишлени отрасли и извоюване на свободен достъп до информация. Нейдър не само създава мрежа от организации на активистите в САЩ, но и влиза в контакт с активисти от други държави. Нейдър гордо нарича себе си „гражданин на пълно работно време“ и смята, че всеки човек би трябвало да отделя поне малко от времето си за работа в полза на обществения интерес.

## Цитат
„Живеем в система на корпоративен социализъм“, заявява Ралф Нейдър, „където корпорациите капитализират печалбите си, а социализират загубите си.... Облагат ни с данъци заради собствената си некадърност, грешки и безполезност“.

## За него
- Jurgen Vsych, What Was Ralph Nader Thinking?, Wroughten Books, 2008 ISBN 978-0-9749879-2-7
- Dan Burt, Abuse of Trust: A Report on Ralph Nader's Network, 1982 ISBN 978-0-89526-661-3
- Charles McCarry, Citizen Nader, Saturday Review Press, 1972 ISBN 0-8415-0163-7
- Thomas Whiteside, The Investigation of Ralph Nader, 1972